# Parc national d'Orang
Le parc national d'Orang est situé dans le district de Darrang (État d'Assam - Inde).